# تشارلز أ. سميث (سياسي)
تشارلز أ. سميث هو سياسي كندي، (و. 1845 – أكتوبر 1905 م). انتخب عضو مجلس نواب نوفا سكوشا ‏.